# Bérik
Frédéric Bergèse, dit Bérik, né le 17 novembre 1967 à Romans-sur-Isère, est un dessinateur et coloriste français de bandes dessinées. 
Sous le nom de Frédéric Bergèse, il a collaboré en tant que coloriste à certains albums des séries Biggles,  Buck Danny — pour ces deux premières avec son père, Francis Bergèse —, Les Tigres volants et Barca.
Sous le pseudonyme de Bérik, il est connu comme scénariste et dessinateur de la série Sylvain et Sylvette, à laquelle il collabore depuis le tome 42. Il lui arrive aussi de travailler sur des scénarios de Jean-Louis Pesch et Bélom.

## Œuvres
- BERGÈSE Frédéric, ANSAR Christophe, Éponia : Le défi gaulois, Melun : Gallia Vetus, 2025.